# همند لمسار (جمع أبرود)
همند لمسار (بالفارسية: همند لمسار) هي قرية تقع في إيران في قسم جمع أبرود الريفي. يقدر عدد سكانها بـ 11 نسمة .